# 비리온

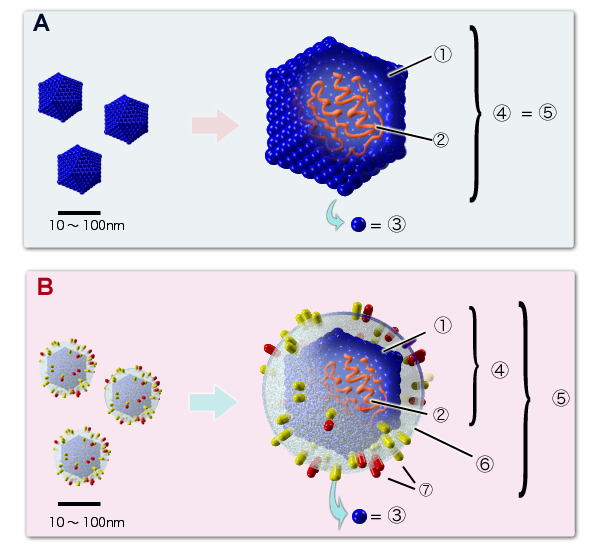

비리온(virion)이란 바이러스가 숙주 외부에 있을 때의 상태를 말하는 것이다. 내부 중심부에는 핵산이 있으며 외부는 캡시드라 불리는 단백질 막으로 둘러싸인 바이러스성 입자이며 중심부의 핵산은 감염성을 가지고 있으며 캡시드라 불리는 단백질 막의 구조는 바이러스의 특이성을 결정한다.